# Comuna Mircești, Iași
Mircești (în maghiară Merszefalva sau Nyersesty) este o comună în județul Iași, Moldova, România, formată din satele Iugani și Mircești (reședința).

## Așezare
Comuna se află în marginea vestică a județului, la limita cu județul Neamț, pe malul drept al Siretului. Este străbătută de șoseaua națională DN28, care leagă Iașiul de Roman. Lângă podul peste Siret, din acest drum se ramifică șoseaua județeană DJ208R, care deservește exclusiv comuna, terminându-se în satul Mircești în șoseaua județeană DJ208; aceasta leagă comuna spre sud în județul Neamț de Săbăoani (unde se termină în DN2) și spre nord de Hălăucești, Mogoșești-Siret, Stolniceni-Prăjescu, Pașcani (unde se intersectează cu DN28A), Valea Seacă, Lespezi, și mai departe în județul Suceava la Dolhasca, Dolhești, Preutești și Fălticeni (unde se termină tot în DN2). De asemenea, DN2 trece prin imediata apropiere a comunei, prin comuna vecină Gherăești din județul vecin Neamț, acolo existând și un scurt drum comunal care leagă satul Iugani de acea șosea.
În comuna Mircești se află și Lunca Mircești (Vasile Alecsandri), arie protejată de tip forestier unde sunt ocrotite mai multe specii de arbori.

## Demografie
Componența etnică a comunei Mircești
     Români (93,08%)
     Alte etnii (0,15%)
     Necunoscută (6,77%)
Componența confesională a comunei Mircești
     Romano-catolici (79,21%)
     Ortodocși (12,58%)
     Alte religii (1,17%)
     Necunoscută (7,04%)
Conform recensământului efectuat în 2021, populația comunei Mircești se ridică la 3.338 de locuitori, în scădere față de recensământul anterior din 2011, când fuseseră înregistrați 3.750 de locuitori. Majoritatea locuitorilor sunt români (93,08%), iar pentru 6,77% nu se cunoaște apartenența etnică. Din punct de vedere confesional, majoritatea locuitorilor sunt romano-catolici (79,21%), cu o minoritate de ortodocși (12,58%), iar pentru 7,04% nu se cunoaște apartenența confesională.

## Politică și administrație
Comuna Mircești este administrată de un primar și un consiliu local compus din 13 consilieri. Primarul, Leon Bălteanu[*], de la Partidul Social Democrat, este în funcție din octombrie 2020. Începând cu alegerile locale din 2024, consiliul local are următoarea componență pe partide politice:
|  | Partid                          | Consilieri | Componența Consiliului | Componența Consiliului | Componența Consiliului | Componența Consiliului | Componența Consiliului | Componența Consiliului |
|  | ------------------------------- | ---------- | ---------------------- | ---------------------- | ---------------------- | ---------------------- | ---------------------- | ---------------------- |
|  | Partidul Social Democrat        | 6          |                        |                        |                        |                        |                        |                        |
|  | Partidul Național Liberal       | 3          |                        |                        |                        |                        |                        |                        |
|  | Uniunea Salvați România         | 2          |                        |                        |                        |                        |                        |                        |
|  | Alianța pentru Unirea Românilor | 2          |                        |                        |                        |                        |                        |                        |

## Istorie
La sfârșitul secolului al XIX-lea, comuna făcea parte din plasa Moldova a județului Roman și era formată din satele Iugani, Mircești și Tețcani, având în total 1429 de locuitori ce trăiau în 360 de case. În comună funcționau o școală mixtă cu 16 elevi, două biserici catolice și una ortodoxă. Anuarul Socec din 1925 o consemnează drept reședință a plășii Moldova, având aceeași alcătuire și 1574 de locuitori.
În 1950, comuna a fost transferată raionului Pașcani din regiunea Iași, satul Tețcani trecând la comuna Gherăești. În 1968, comuna a trecut la județul Iași, tot atunci fiindu-i alipite și satele comunei Răchiteni, desființată. Comuna Răchiteni a fost reînființată în 2004, de atunci comuna Mircești având componența actuală.

## Monumente istorice

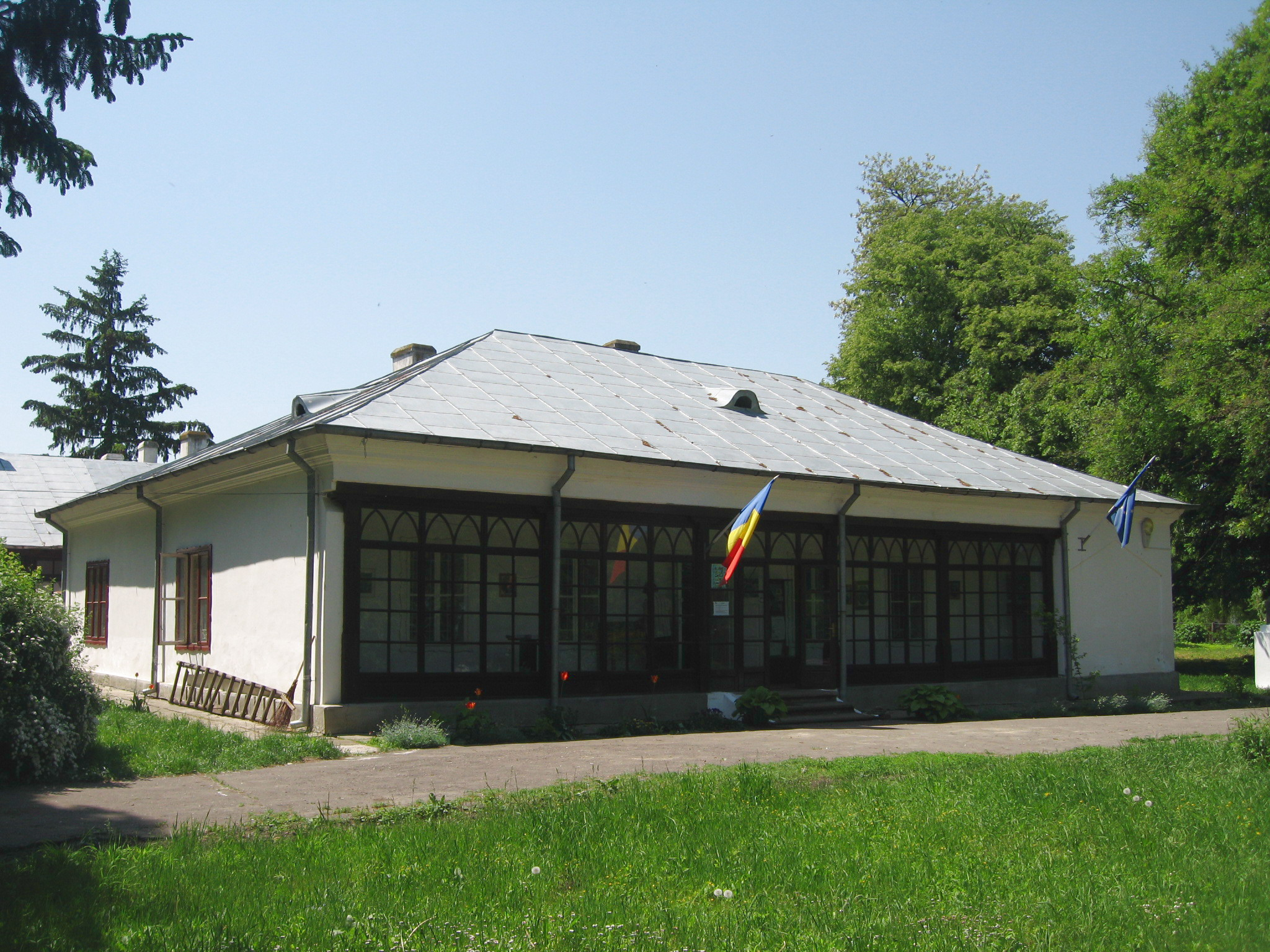
Casa memorială Vasile Alecsandri din Mircești, monument istoric

Cinci obiective din comuna Mircești sunt incluse în lista monumentelor istorice din județul Iași ca monumente de interes local. Unul este un sit arheologic, aflat în punctul „Bulboacă”, la 2 km nord-est de satul Mircești, sit cuprinzând urme de așezări din Latène-ul târziu (cultura Poienești-Lukașevka), secolul al IV-lea e.n. (epoca daco-romană) și din secolele al XVI-lea–al XVII-lea (Evul Mediu).
Alte trei obiective sunt clasificate ca monumente de arhitectură — biserica „Adormirea Maicii Domnului” (1875); biserica „Sfinții Voievozi” (1809) din cimitirul din Mircești; precum și casa memorială (1865) a poetului Vasile Alecsandri. Tot în Mircești se află și mausoleul lui Vasile Alecsandri, construit în 1925–1927 și clasificat ca monument memorial sau funerar, parte a complexului casei memoriale.